# Замбелиос, Спиридион
Спиридион Замбелиос (1815, Лефкас — 1881, Швейцария) — греческий историк, фольклорист и научный писатель, сын поэта и драматурга Иоанниса Замбелиоса. Был автором концепции исторического единства древней, средневековой и современной ему Греции.

## Биография
Родился на Лефкасе в богатой и знатной семье, имеющей итальянского происхождения. Его отец Иоаннис Замбелиос был судьёй, а также поэтом и драматургом. Спиридион получил начальное образование на Лефкасе, а затем учился на юридическом факультете в Ионической академии. После окончания Ионической академии путешествовал по Италии, где продолжил учёбу в университетах Болоньи и Пизы. После окончания учёбы отправился путешествовать по различным европейским странам и Османской империи, в том числе побывал в Германии, где в университете Гейдельберга некоторое время изучал философию Гегеля.
В 1845 году вернулся в Грецию и остался на Корфу. Вступив в партию реформаторов, издал две политических статьи, «Το Μέλλον» и «Πατρίς», и на выборах 1850 года был выдвинут кандидатом в депутаты и затем избран от Лефкаса в первый парламент Ионических островов, был соредактором корфуанской газеты Μουστοξύδη.
В эти годы он начал работу по обработке материалов, который сумел собрать во время своих путешествий по Европе и Турции. Занимался сбором и изучением народных песен Греции, изучением «средневекового эллинизма», рекомендовал разделение греческой истории на «древнюю», «средневековую» и «новую», однако также стал автором теории об историческом и культурном единстве этих трёх периодов. Кроме того, занимался изучением греческой поэзии и этнографии. В 1870 году ушёл из политики и поселился в Афинах, а затем приобрёл виллу в Ливорно, Италия, где провёл последние десять лет своей жизни. Умер в Цуге, Швейцария, в 1881 году во время поездки туда.
Главные работы: «Άσματα Δημοτικά της Ελλάδος» («Греческие национальные песни») (1852, с историческим очерком об эллинизме в Средние века — «Εκδοθέντα μετά μελέτης ιστορικής περί Μεσαιωνικού Ελληνισμού»); «Греческие народные песни» (1856). К числу его художественно-исторических работ относятся «Ιστορικά Σκηνογραφήματα» (1860) и «Κρητικούς Γάμους» (1871, художественное произведение с описанием свадебных обычаев на Крите в венецианский период).